# Джей-ліга 2
Джей-ліга 2 (яп. J2リーグ, J2 Rīgu, англ. J2 League) — професіональна футбольна ліга для японських футбольних клубів. Є другим по силі дивізіоном в Японській футбольній лізі (Джей-лізі). В ній виступають 22 клуби. Чемпіонат проводиться за системою «весна-осінь» і проходить з березня по листопад, кожна команда проводить 42 матчі.

## Історія

### Аматорський рівень (до 1999 року)
Друга футбольна ліга була створена в 1972 році. У першому сезоні брали участь 10 клубів, 5 з яких згодом виступали у Джей-лізі: «Тойота Моторс» (перший чемпіон, нині «Нагоя Грампус»), «Йоміури» (нині «Токіо Верді»), «Фудзіцу» (нині «Кавасакі Фронтале»), «Кіото Сіко» (нині «Кіото Санга») і «Кофу» (нині «Ванфоре Кофу»). Спочатку чемпіон і віце-чемпіон другого дивізіону повинні були грати стикові матчі з клубами, що зайняли нижчі місця в першому дивізіоні. З 1980 року чемпіон переходив у перший дивізіон безпосередньо, а з 1984 року і віце-чемпіон.
У 1985 році дивізіон було розширено до 12 клубів, в 1986 — до 16 клубів. До 1989 року дивізіон був розділений на західну і східну групу.
У 1992 році, після утворення Джей-ліги, другий дивізіон був перейменований в Японську футбольну лігу (англ. Japan Football League, JFL). Ліга була розділена на два ієрархічних дивізіони, по 10 клубів у кожному. У 1994 році ліга знову була об'єднана в єдиний дивізіон.

### Професіональний рівень (після 1999 року)
У 1999 році 9 напівпрофесіональних клубів з JFL і 1 клуб вищого дивізіону утворили другий дивізіон Джей-ліги в нинішньому вигляді. JFL не була скасована і стала третьою за силою лігою країни.
Вимоги до учасників другого дивізіону були не такими суворими, як у першому дивізіоні, що дозволило невеликим містам і селищам створити власні футбольні команди, які стабільно виступали у другому дивізіоні незважаючи на скромне фінансування.
З 1999 по 2001 рік у другому дивізіоні використовувалося додатковий час у випадках, коли основний час закінчувався внічию. У 2001 роки були остаточно прийняті європейські правила (3 очки за перемогу, 1 за нічию і 0 за програш).
На початку 2009 року Джей-ліга провела опитування серед японських напівпрофесіональних футбольних клубів з метою дізнатися, скільки з них бажають отримати професіональний статус і приєднатися до Джей-ліги. Опитування показало, що близько 40—60 клубів ставлять собі за мету грати в Джей-лізі. У зв'язку з цим був сформований спеціальний комітет, завданням якого було визначити: чи слід розширити другий дивізіон або створити третій. Після проведення кількох досліджень комітет прийшов до висновку, що найраціональніше розширити другий дивізіон до 22 клубів. Кілька причин цього рішення:
- Японська футбольна ліга (JFL) вже була третьою за силою і об'єднувала напівпрофесіональні клуби.
- Багато клубів, які бажали отримати професіональний статус, грали в регіональних або префектурних чемпіонатах.
- 22 клуби — ідеальне число для другого за силою дивізіону, оскільки дозволяє проводити достатню кількість домашніх ігор для оптимального річного доходу клубів при збереженні двоколового формату.
- Більшість європейських футбольних ліг мають схожі формати, в яких другий дивізіон об'єднує більшу кількість клубів, ніж вищий дивізіон.

А все ж таки з сезону 2014 року впроваджена Джей-ліга 3, третій професіональний дивізіон японського футболу.

## Призери
| Сезон | Переможець              | 2 місце            | 3 місце            | Переможець плей-оф   |
| ----- | ----------------------- | ------------------ | ------------------ | -------------------- |
| 1999  | Кавасакі Фронтале       | Токіо              | Ойта Трініта       | Не проводилось       |
| 2000  | Консадолє Саппоро       | Урава Ред Даймондс | Ойта Трініта       | Не проводилось       |
| 2001  | Кіото Санга             | Вегалта Сендай     | Монтедіо Ямагата   | Не проводилось       |
| 2002  | Ойта Трініта            | Сересо Осака       | Альбірекс Ніїгата  | Не проводилось       |
| 2003  | Альбірекс Ніїгата       | Санфрече Хіросіма  | Кавасакі Фронтале  | Не проводилось       |
| 2004  | Кавасакі Фронтале       | Омія Ардія         | Авіспа Фукуока     | Не проводилось       |
| 2005  | Кіото Санга             | Авіспа Фукуока     | Ванфоре Кофу       | Не проводилось       |
| 2006  | Йокогама                | Касіва Рейсол      | Віссел Кобе        | Не проводилось       |
| 2007  | Консадолє Саппоро       | Токіо Верді        | Кіото Санга        | Не проводилось       |
| 2008  | Санфрече Хіросіма       | Монтедіо Ямагата   | Вегалта Сендай     | Не проводилось       |
| 2009  | Вегалта Сендай          | Сересо Осака       | Сьонан Бельмаре    | Не проводилось       |
| 2010  | Касіва Рейсол           | Ванфоре Кофу       | Авіспа Фукуока     | Не проводилось       |
| 2011  | Токіо (футбольний клуб) | Саган Тосу         | Консадолє Саппоро  | Не проводилось       |
| 2012  | Ванфоре Кофу            | Сьонан Бельмаре    | Кіото Санга        | Ойта Трініта (6)     |
| 2013  | Ґамба Осака             | Віссел Кобе        | Кіото Санга        | Токусіма Вортіс (4)  |
| 2014  | Сьонан Бельмаре         | Мацумото Ямага     | ДЖЕФ Юнайтед       | Монтедіо Ямагата (6) |
| 2015  | Омія Ардія              | Джубіло Івата      | Авіспа Фукуока (3) | Авіспа Фукуока (3)   |
| 2016  | Consadole Sapporo       | Сімідзу С-Палс     | Мацумото Ямага     | Сересо Осака (4)     |
| 2017  | Сьонан Бельмаре         | В-Варен Нагасакі   | Наґоя Грампус (3)  | Наґоя Грампус (3)    |
| 2018  | Мацумото Ямага          | Ойта Трініта       | Йокогама           | Джубіло Івата        |
| 2019  | Касіва Рейсол           | Йокогама           | Омія Ардія         |                      |